# Ekova Electron 12T
Ekova Electron 12T – typ niskopodłogowego trolejbusu wytwarzanego przez czeską firmę Ekova Electric. Prototyp powstał w 2017 r.

## Konstrukcja
Ekova Electron 12T to dwuosiowy, trzydrzwiowy, niskopodłogowy trolejbus o długości 12 m, skonstruowany na bazie elektrobusu Ekova Electron 12. Wyposażenie elektryczne TV Europulse zostało wyprodukowane przez Cegelec. Trolejbus napędzany jest jednym silnikiem trakcyjnym o mocy 175 kW. Pojazd wyposażono w pomocnicze akumulatory litowo-tytanowe, które umożliwiają przejechanie 18 km bez zasilania z przewodów trakcyjnych. Ładowanie akumulatorów następuje po podłączeniu trolejbusu do sieci trakcyjnej.

## Historia
W 2015 r. ostrawskie przedsiębiorstwo Ekova Electric rozpoczęło produkcję autobusu elektrycznego Ekova Electron 12. W oparciu o ten 12-metrowy autobus zbudowano w 2017 r. prototyp trolejbusu Electron 12T. Pojazd zaprezentowano publicznie w czerwcu tego samego roku na targach Czech Raildays w Ostrawie. Montaż brakujących elementów przeprowadzono w 2017 r. Pierwsza jazda próbna po Ostrawie miała miejsce 31 października 2017 r. Od 21 sierpnia 2018 r. trolejbus przechodził jazdy próbne z pasażerami w Ostrawie; Dopravní podnik Ostrava nadał pojazdowi numer taborowy 9986, należący do przedziału numerów zarezerwowanych dla pojazdów testowych. Jazdy testowe zakończono w 2019 r., a prototyp odstawiono. We wrześniu 2019 r. praski przewoźnik Dopravní podnik hlavního města Prahy wypożyczył trolejbus na testy i oznaczył go numerem 9507, a od 25 września 2019 r. zaczął obsługiwać linię nr 58. 19 marca 2020 r. trolejbus wyjechał na ulice Pragi po raz ostatni. Następnie został wypożyczony od producenta przez Plzeňské městské dopravní podniky, które nadały trolejbusowi numer 990. 14 kwietnia 2020 r, rozpoczęto jazdy próbne pojazdu na linii nr 19 Ústřední hřbitov – Křimice, która jest planowo obsługiwana duobusami Škoda.